# 75-mm-Feldgeschütz Typ 38
Die 75-mm-Feldgeschütz Typ 38 (jap. 三八式野砲, Sanhachishiki Yahō) war ein japanisches Feldgeschütz, das vom Kaiserlich Japanischen Heer im Ersten Weltkrieg, im Zweiten Japanisch-Chinesischen Krieg, im Sowjetisch-Japanischen Grenzkrieg und im Zweiten Weltkrieg eingesetzt wurde. Die Bezeichnung Typ 38 deutet dabei auf das Jahr der Truppeneinführung, dem 38. Jahr der Herrschaft von Kaiser Meiji bzw. 1905 nach gregorianischem Kalender, hin.

## Geschichte
Die 75-mm-Feldkanone Typ 38 entwickelte Krupp 1905 und verkaufte den Entwurf an das japanische Kaiserreich. Dort wurde sie vom Arsenal Osaka in Lizenz gebaut und entwickelte sich zum Standardgeschütz in der japanischen Armee.

## Beschreibung
Die 75-mm-Feldkanone Typ 38 sollte eine Zwischenlösung darstellen, entwickelte sich aber zu einem hochmodernen Geschütz ihrer Zeit. Sie war leicht verlegbar, schnell einsetzbar und sehr robust. Das Geschütz selbst war eine konventionelle Konstruktion. Die Lafette lag auf einer von zwei Stahlspeichenrädern getragenen Achse, der Rohrrücklauf war auf einem Stützholm gebaut. Ein hydropneumatisches System federte den Rückstoß der Waffe ab. Der Schutzschild war sehr klein und bot wenig bis gar keinen Schutz. Der Verschluss war noch denen der Geschütze aus dem Jahr 1908 nachempfunden und bot keine Neuerung. Ein einzelner Holm bot, ausgerüstet mit einem Erdspaten, genügend Stabilität vor dem Rückstoß der Waffe.
Der größte Nachteil war, dass die 947 Kilogramm schwere Kanone nicht für den Transport mit Fahrzeugen ausgelegt war. Der Transport erfolgte ausschließlich per Pferd oder Maultier. Das führte dazu, dass viele Geschütze durch feindliches Feuer vernichtet wurden, da sie nicht schnell genug verlegt werden konnten oder aber bei Rückzügen einfach zurückgelassen werden mussten.

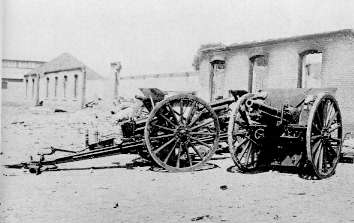
Typ 38 7,5 cm Feldkanonen
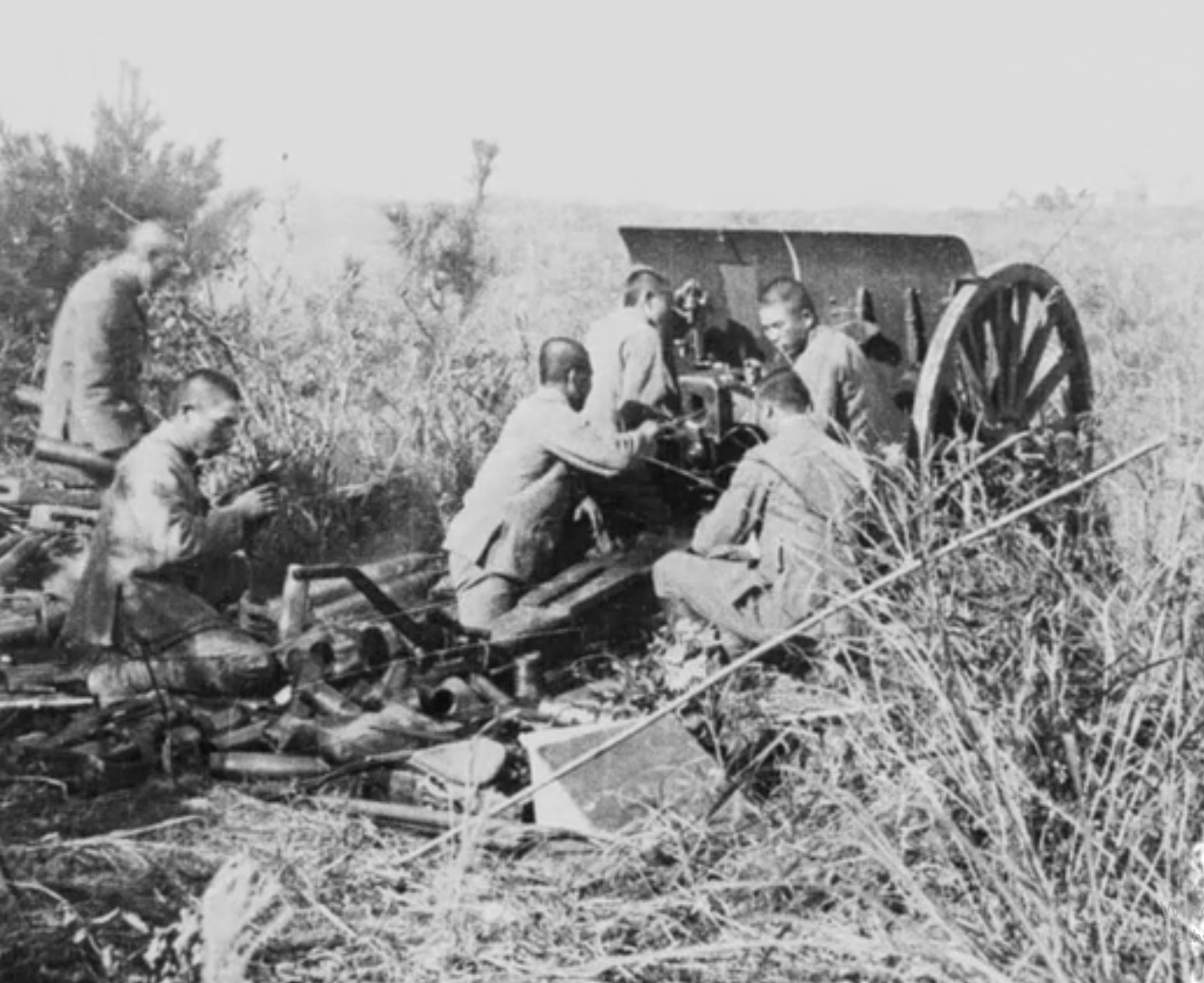
Typ 38 7,5 cm Feldgeschütz in offener Feuerstellung bei Schießtests 1925
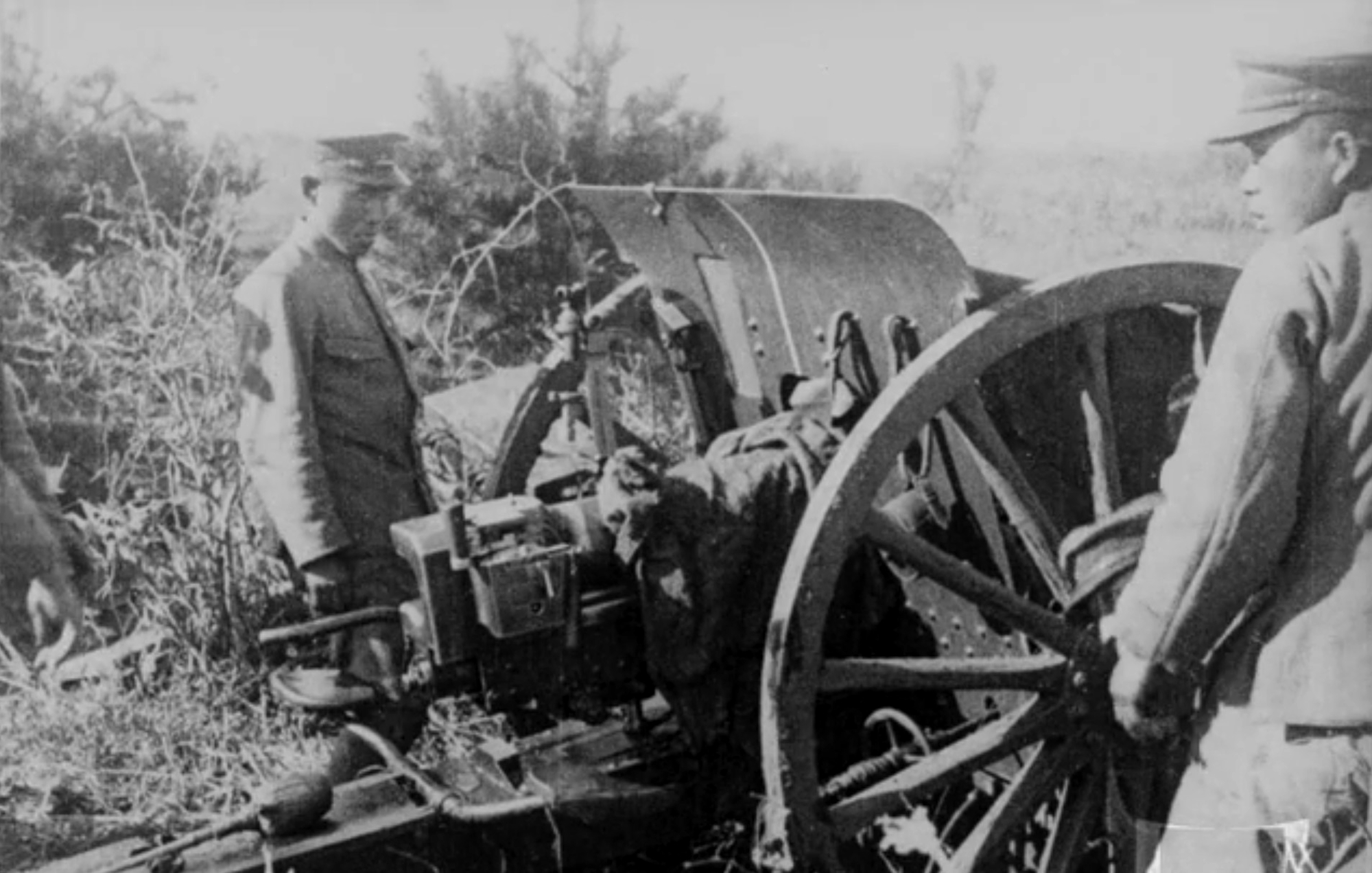
Genauerer Blick auf den Verschluss der Typ 38 7,5 cm Feldkanone

## Technik

### Standardversion
- Einführungsjahr: 1905
- Kaliber: 75 mm
- Kaliberlänge: L/31
- Rohrlänge: 2,325 m[1]
- Höhenrichtbereich: −8° bis +16,5°
- Seitenrichtbereich: 7°
- Geschützgewicht: 947 kg
- Geschossgewicht: 6,41 kg
- Mündungsgeschwindigkeit V0 = 510 m/s
- Reichweite: ca. 8.250 m
- Stückzahl: 2.559

### Verbesserte Version
- Einführungsjahr: 1926[1]
- Kaliber: 75 mm
- Kaliberlänge: L/31
- Rohrlänge: 2,325 m
- Höhenrichtbereich: −8° bis +43°
- Seitenrichtbereich: 7°
- Geschützgewicht: 1.135 kg
- Geschossgewicht: 6,41 kg

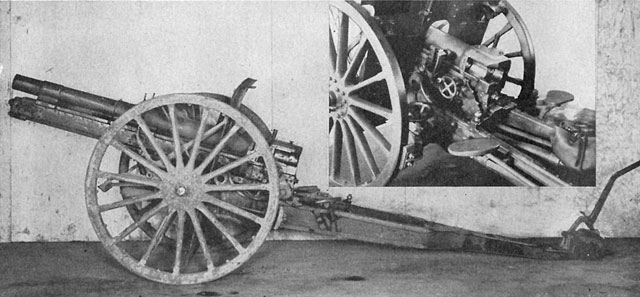
Typ 38 7,5 cm Feldkanone verbessert

- Mündungsgeschwindigkeit V0 = 510 m/s
- Reichweite: ca. 11.500 m
- Stückzahl: ca. 400 modifizierte Standardversionen, ca. 500 neuhergestellt[1]